# Gilberto Flores Muñoz 2da. Sección
Gilberto Flores Muñoz 2da. Sección är en ort i Mexiko.   Den ligger i kommunen Huimanguillo och delstaten Tabasco, i den sydöstra delen av landet, 600 km öster om huvudstaden Mexico City. Gilberto Flores Muñoz 2da. Sección ligger 65 meter över havet och antalet invånare är 326.
Terrängen runt Gilberto Flores Muñoz 2da. Sección är platt. Runt Gilberto Flores Muñoz 2da. Sección är det ganska glesbefolkat, med 43 invånare per kvadratkilometer. Närmaste större samhälle är Chontalpa, 4,4 km norr om Gilberto Flores Muñoz 2da. Sección. Trakten runt Gilberto Flores Muñoz 2da. Sección består till största delen av jordbruksmark.